# New Zealand Post
Die New Zealand Post (NZPost) ist ein staatseigenes Postunternehmen in Neuseeland.
Unter dem Dach der NZPost, die sich ebenfalls auch als New Zealand Post Group darstellt, werden weitere eigenständige Tochterunternehmen geführt. Hierzu zählen u. a. die Kiwibank Limited, die Datam Limited, und die als Joint Venture geführten Unternehmen ParcelDirect Group (PDG) in Australien und Express Couriers Limited in Neuseeland. An beiden letztgenannten Unternehmen ist die deutsche DHL über die Deutsche Post Beteiligungen Holding GmbH beteiligt. Express Couriers wurde am 22. März 2004 mit einer 50-%-Beteiligung zusammen mit der NZPost gegründet. Die ParcelDirect Group folgte 2008 als Joint Venture mit der NZPost und sechs weiteren in Australien regional tätigen Paket-Service-Unternehmen.

## Geschichte
1840 wurde in Kororāreka dem heutigen Russell das erste Postamt Neuseelands eröffnet. 40 Jahre später zählte man schon über 850 Postämter übers gesamte Land verteilt. 1881 wurden das Post Office Department mit dem Electric Telegraphs Department zusammengelegt und damit das New Zealand Post & Telegraph Department geschaffen, welches später in New Zealand Post Office (NZPO) umbenannt wurde und um die Jahrhundertwende betrug die Zahl der Postämter bereits über 1.700.
Mit der stark zunehmenden Besiedelung Neuseelands und dessen wachsenden wirtschaftlichen Entwicklung übernahmen die Postämter wichtige Funktionen des politischen, sozialen und wirtschaftlichen Lebens. Neben Telekommunikation und Postverkehr wurde als dritte wichtige Säule das Postamt zur Savings Bank ausgebaut. Zusätzlich bot das Amt die unterschiedlichsten Dienstleistungen, wie Registrierung von Geburten, Ehen und Todesfällen an, übernahm die Anmeldungen von Fahrzeugen, zahlte Renten aus, kassierte Fernsehgebühren sowie Lizenzgebühren für Angelscheine und lieferten nebenbei Wetterdaten an die zuständigen Wetterämter. Die Postmeister waren sogar autorisiert Trauungen durchzuführen.

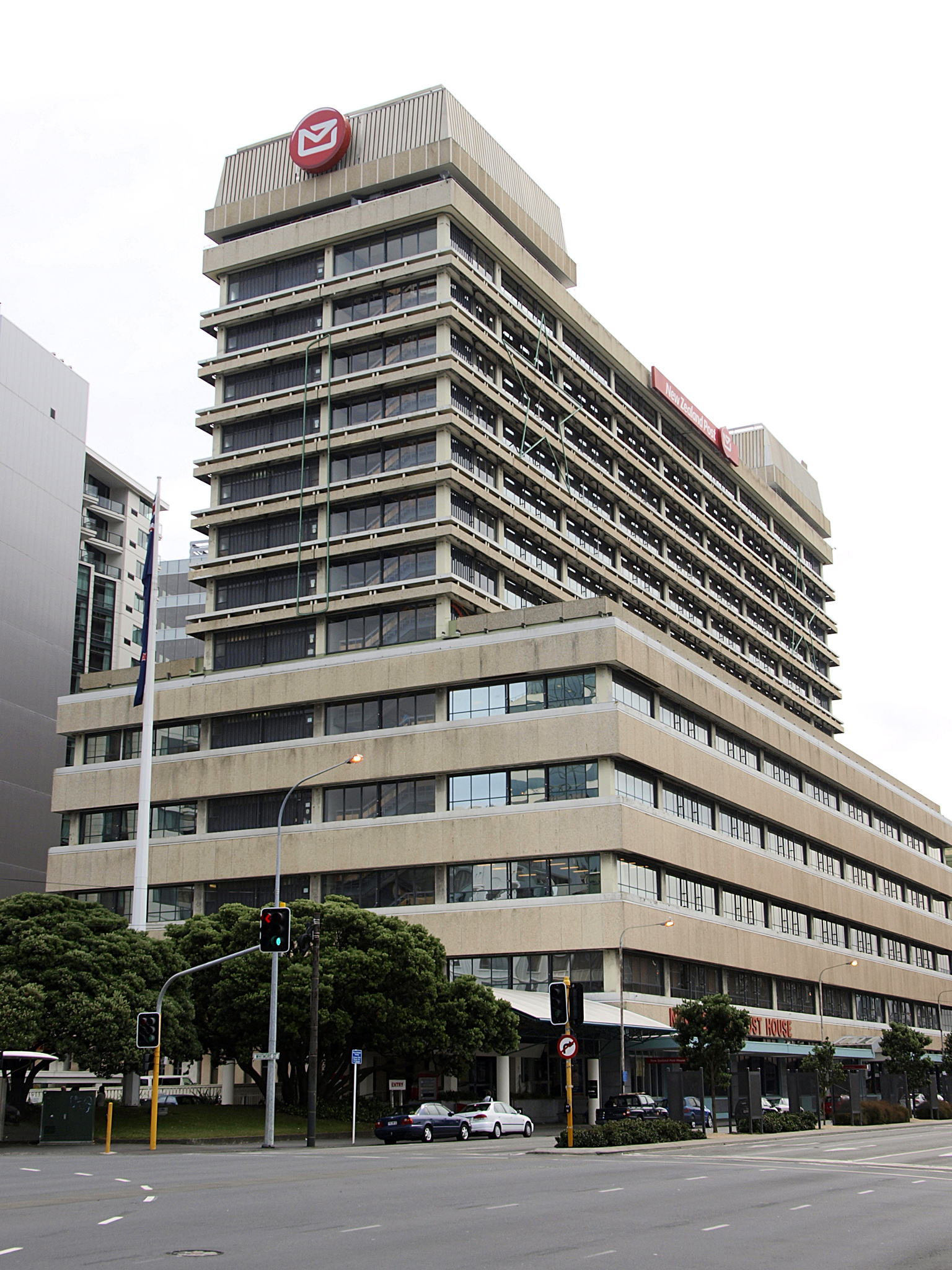
New Zealand Post, 7 Waterloo Quay, Wellington

Im Zuge der Privatisierung staatlicher Aufgaben und staatlicher Unternehmen, ausgelöst durch die Labour-Regierung unter Premierminister David Lange, wurde das New Zealand Post Office aufgelöst und am 1. April 1987 in drei eigenständig, unabhängig voneinander arbeitenden Unternehmen aufgeteilt. Die Telecom Corporation of New Zealand Limited und die Post Office Bank Limited wurden später privatisiert und die New Zealand Post als State-Owned Enterprise (SOE) (Öffentliches Unternehmen) weitergeführt. Die Post Office Bank wurde 1989 als Postbank an die Australia and New Zealand Banking Group (ANZ) verkauft. Die Telecom Corporation of New Zealand folgte 1990 durch den Verkauf an die Bell Atlantic und die Ameritech, einem Tochterunternehmen der AT&T.